# Cien millones
Cien millones (100 000 000) es el número natural que sigue a 99 999 999 y que precede a 100 000 001.
| {\displaystyle Cien\ millones=10^{8}=100\;000\;000\,} |

Fue utilizado por Arquímedes, en el contador de arena, para definir cuáles serían números de primer orden y órdenes más altos. En este ensayo, Arquímedes definió una serie de primer orden como en cualquier número hasta una miríada (diez mil) de miríadas, es decir, los números de hasta 100 000 000 (exclusivamente). 100 000 000 se definió como la unidad de "segundo orden", que iría hasta este número multiplicado por sí mismo. La unidad de Tercer Orden se definió como 100 000 000 multiplicada por sí misma, o, en notación moderna, (100,000,000)2 = 1016.